# Дубинин (Воронежская область)
Дубинин или Касьянов — хутор в Репьёвском районе Воронежской области Российской Федерации.
Входит в состав Краснолипьевского сельского поселения.

## Топоним
Современное название — от колхоза, то — по фамилии первого коммуниста.
Первоначально — хутор Касьянов (Кассианов)(«Памятная книжка Воронежской губернии на 1887 год». Воронеж: Типо-литография губернского правления, 1887; «Памятная книжка Воронежской губернии на 1892 год». Воронеж: Типо-литография губернского правления, 1892), по первопоселенцу .
В 2005 году постановлением Воронежской областной думы хутор Касьянов переименован в хутор Дубинин. Однако это переименование не было утверждено на федеральном уровне. В 2015 году Воронежской областной думой было инициирована процедура по выявления мнения граждан, обладающих активным избирательным правом, проживающих на территории хутора Касьянов Краснолипьевского сельского поселения Репьёвского муниципального района Воронежской области, по вопросу о переименовании географического объекта — хутор Касьянов в хутор Дубинин.

## География
Стоит при автодороге 20Н-1-26.
В хуторе имеется одна улица — имени В. Я. Крюкова, знатного уроженца Краснолипьевского сельсовета.

## История
Хутор основан в начале XIX века и первоначально назывался — Касьянов (по имени первого крестьянина, поселившегося в хуторе). В 1917 году В. И. Дубининым на хуторе была организована первая коммунистическая ячейка. В 1930 году на хуторе был организован колхоз, которому было присвоено имя — Дубинина. С этих пор прежнее наименование хутора стало постепенно вытесняться, и заменяться названием колхоза — Дубинин.

## Население
| 2010 |
| ---- |
| 0    |

## Инфраструктура
Личное подсобное хозяйство с зоной сельскохозяйственного использования, индивидуальная застройка усадебного типа.
Основа экономики — сельское хозяйство.

## Транспорт
Остановка общественного транспорта «Дубинин». 